# Arthur Boyer
Pour les articles homonymes, voir Boyer.
Arthur Boyer (né à Montréal le 9 février 1851 - mort à Montréal le 24 janvier 1922) est un homme politique québécois. Il a été député de la circonscription de Jacques-Cartier à l'Assemblée législative du Québec de 1884 à 1892, sous la bannière du Parti libéral du Québec.

## Biographie
Il a brièvement été ministre sans portefeuille dans le gouvernement de Honoré Mercier, de mai 1890 jusqu'à sa destitution par le lieutenant-gouverneur de l'époque, en 1891. Il a tenté un retour sur la scène politique sous la bannière du Parti libéral du Canada, lors de l'élection fédérale canadienne de 1896, mais il a subi à nouveau la défaite.
Il s'acquitte ensuite de plusieurs mandats de représentation à l'étranger pour le gouvernement canadien, dont celui de Commissaire à l'Exposition universelle de Glasgow, en 1901 et de représentant du Dominion à l'exposition franco-britannique de Londres en 1903. En 1907, il devient membre du Conseil de la Galerie nationale du Canada, où il siégera jusqu'en 1921.

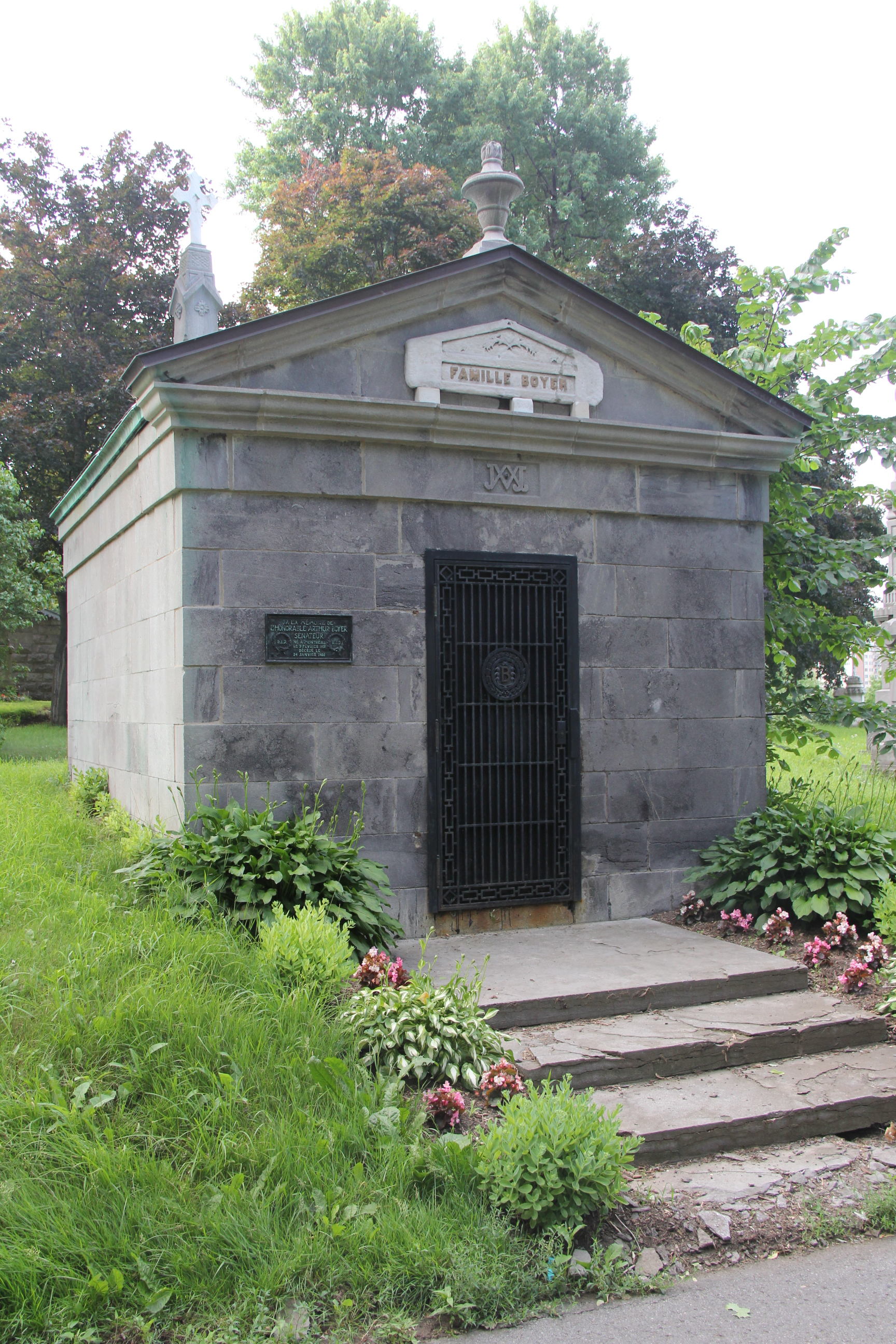
Le tombeau d'Arthur Boyer, au Cimetière Notre-Dame-des-Neiges

Le 28 juin 1909, il est nommé au Sénat du Canada comme représentant de la division de Rigaud, un poste qu'il occupera jusqu'à son décès, survenu le 24 janvier 1922 à Montréal.
Il a eu deux filles avec Ernestine Galarneau. Sa sépulture est située dans le Cimetière Notre-Dame-des-Neiges, à Montréal.

## Hommages
La rue Boyer a été nommée en son honneur, en 1974, dans la ville de Québec. 